# Daniela Decurtins
Daniela Decurtins (* 1966 in Graubünden) ist Direktorin beim Verband der Schweizerischen Gasindustrie. Zuvor war sie als Wirtschaftsjournalistin tätig. Von 2002 bis 2012 war Decurtins Mitglied der Chefredaktion des Tages-Anzeigers. 

## Leben
Daniela Decurtins studierte Geschichte, Volkswirtschaft und Politische Wissenschaften an der Universität Zürich. 1993 schloss sie ihr Studium mit einer Arbeit über die demokratische Bewegung der 1860er Jahre im Kanton Zürich ab. In den 1990er Jahren schrieb sie als Journalistin für den Tages-Anzeiger mit den Schwerpunkten Wirtschaft und Politik. Mit ihrem 2002 erschienenen Buch Siemens. Anatomie eines Unternehmens widmete sie sich der deutschen Wirtschaftsgeschichte. Decurtins war von 2002 bis 2012 stellvertretende Chefredakteurin des Tages-Anzeiger. Sie baute die Regionalausgaben des Tages-Anzeigers in der Region Zürich auf, war in der Chefredaktion für das Redaktions- und Projektmanagement zuständig und leitete das Ressort Gestaltung sowie das Korrektorat und die Produktionssteuerung. Danach verlagerte sich ihre Tätigkeit zu Management-Aufgaben.
Ab Sommer 2012 übernahm sie als Direktorin die Operative Führung beim Verband der Schweizerischen Gasindustrie (VSG). Laut Handelszeitung gehört zu Decurtins' Aufgaben den VSG „in den wichtigsten brancheninternen Gremien und Verwaltungsräten sowie in wirtschaftspolitischen Organisationen im In- und Ausland, denen der Verband angehört“, zu vertreten.

## Publikationen
- 1886–2011. 125 Jahre Wohneigentum und Wohnen in Zürich. Hauseigentümerverband Zürich (Hg.), Zürich 2011.
- Siemens. Anatomie eines Unternehmens. Redline Wirtschaft bei Ueberreuter, Frankfurt am Main / Wien 2002. ISBN 978-3-8323-0910-7.
- Auf der „Bahn der Freiheit, des Fortschritts und der Volkssouveränität“. Zur Einführung der direkten Demokratie in Zürich um 1869. In: Andreas Ernst et al. (Hrsg.): Revolution und Innovation. Die konfliktreiche Entstehung des schweizerischen Bundesstaates von 1848 (=Band 1 Die Schweiz 1798–1998), Chronos Verlag, Zürich 1998, ISBN 978-3-905312-66-9, S. 293–305.
- Auf Gedeih und Verderb. Zur Geschichte der Bündner Banken. Mit Susi Grossmann. Schweizerische Bankgesellschaft, Chur 1994.
- Die Bedeutung sozialer Vernetzung bei der Gründung der Zürcher Kantonalbank 1870. Mit Susi Grossmann. In: Jakob Tanner, Youssef Cassis (Hrsg.): Banken und Kredit in der Schweiz (1850–1930) – Banques et crédit en Suisse (1850–1930), Chronos Verlag, Zürich 1993, ISBN 978-3-905311-15-0, S. 105–128.